# Wikipédia en quechua
Wikipédia en quechua (en quechua : Qichwa Wikipidiya) est l’édition de Wikipédia en quechua, langue amérindienne. Le quechua dispose de plusieurs dialectes, celui qui est utilisé dans cette édition est le quechua méridional (en) parlé dans le sud du Pérou, en Bolivie et dans le nord de l'Argentine et du Chili. L'édition est lancée en novembre 2003. Son code est : qu.
Au 20 mars 2025, l'édition en quechua contient 24 128 articles et compte 31 908 contributeurs, dont 43 contributeurs actifs et 2 administrateurs.

## Présentation

Les différents dialectes des langues quechua : I (en), II A, II-B (dont kichwa), II-C (quechua méridional) (en).
Aire de diffusion du quechua méridional.

## Statistiques
- En février 2010, l'édition en quechua compte quelque 19 500 articles et 2 800 utilisateurs enregistrés.
- Le 28 octobre 2022, elle contient 23 076 articles et compte 27 525 contributeurs, dont 40 contributeurs actifs et 2 administrateurs.
- Le 5 septembre 2024, elle contient 24 057 articles et compte 31 060 contributeurs, dont 38 contributeurs actifs et 2 administrateurs.